# Plan Vigipirate

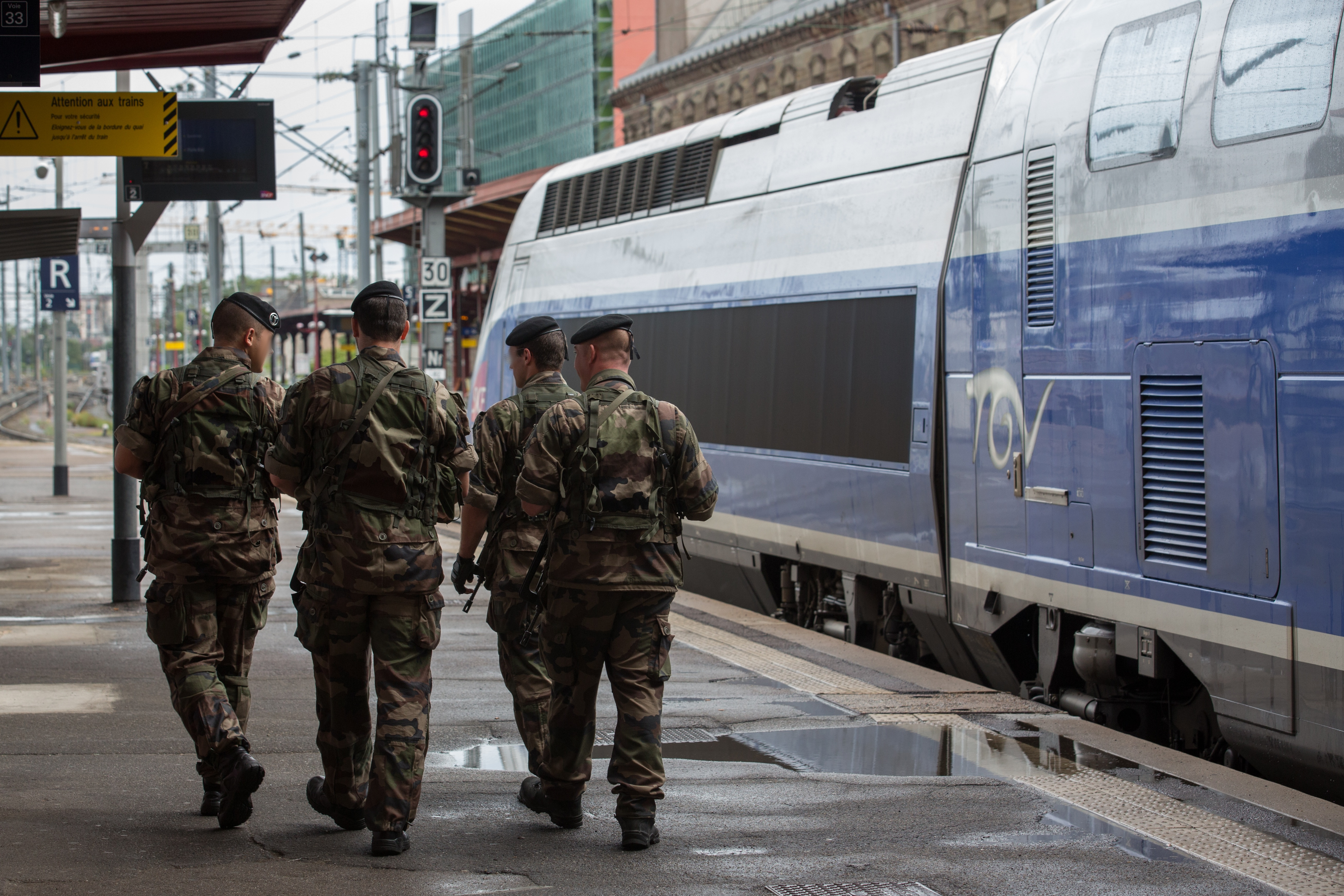
Plan Vigipirate en gare de Strasbourg 19 août 2013 (16e bataillon de chasseurs).

Le plan Vigipirate est un des outils du dispositif français de lutte contre le terrorisme. Il se situe dans le champ de la vigilance, de la prévention et de la protection. Il peut être prolongé par d’autres plans gouvernementaux dans le champ de l’intervention. Il relève du Premier ministre et associe tous les ministères.
Il s’agit d’un dispositif permanent qui s’applique en France et à l’étranger, et à tous les grands domaines d’activité de la société (les transports, la santé, l’alimentation, les réseaux d’énergie, la sécurité des systèmes d’information…). Il vise à associer tous les acteurs de la nation susceptibles de contribuer à la vigilance, à la prévention et à la protection contre la menace terroriste : l’État, les collectivités territoriales, les opérateurs, les citoyens.
Depuis janvier 2015, une mission de protection associée au plan Vigipirate est confiée à des militaires sous le nom d'opération Sentinelle qui rend possible des missions de sécurisation du territoire et particulièrement certains points « sensibles » en collaboration avec les forces de sécurité publique que les soldats de l'opération Sentinelle viennent renforcer.

## Historique

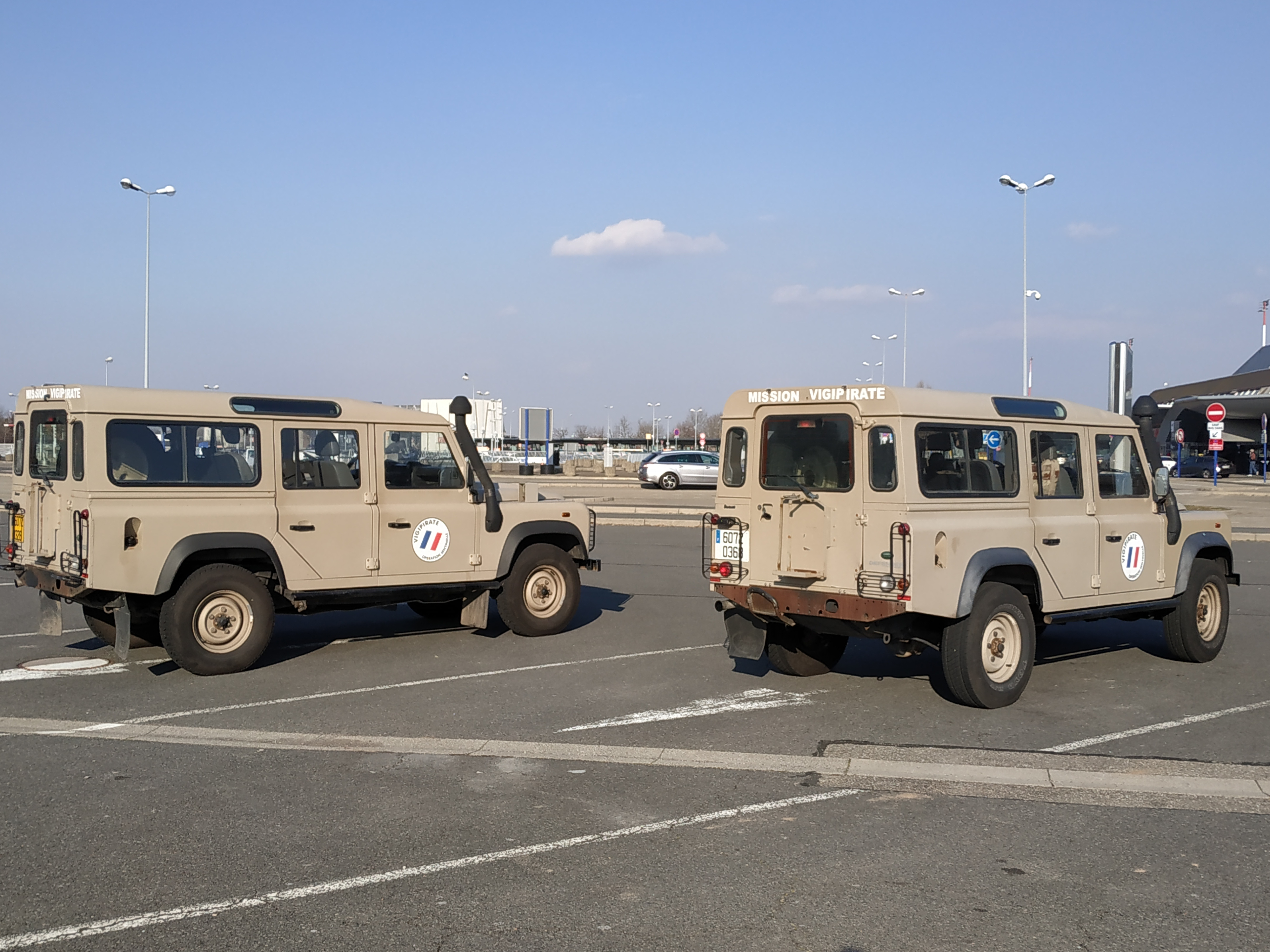
Véhicules dédiés à la mission Vigipirate, vus en 2019 à Strasbourg.

### Création et actualisations successives
La première instruction interministérielle relative à la mise en œuvre des mesures de vigilance en cas de menaces d’agressions terroristes date du 7 février 1978, avant l'attentat du 20 mai 1978 à Orly et la prise d'otages à l'ambassade d'Irak à Paris. Elle est prolongée en 1981 par le plan gouvernemental Pirate qui vise à faciliter la prise de décision du Premier ministre dans le cadre de la lutte contre les actes de terrorisme en général.
Sous la direction du ministre de l'Intérieur Philippe Marchand, il est déclenché une première fois au moment de la guerre du Golfe, entre janvier et avril 1991.
En 1995, le plan gouvernemental Vigipirate (pour « vigilance et protection des installations contre les risques d'attentats terroriste à l'explosif ») définit la répartition des responsabilités centrales et territoriales, ainsi que les principes pour conduire l’action de l’État dans le cadre de la lutte contre le terrorisme. Il définit deux mesures générales de vigilance (Vigipirate simple et Vigipirate renforcé) et un certain nombre de mesures spécifiques de vigilance et de prévention en cas de menaces spécifiques (menaces sur les aéronefs, menaces d’actions de type nucléaire, menaces d’actions de types biologiques et chimiques, menaces d’actions sur les navires).
Le plan Vigipirate est actualisé en 2000, en 2002, en 2003 et en 2006. C’est en 2003 que sont définis les 4 niveaux d’alerte en vigueur jusqu'en février 2014 : jaune, orange, rouge et écarlate. La refonte de 2014 est bien plus importante que les précédentes. Elle élargit le périmètre des acteurs associés au plan (collectivités territoriales, opérateurs économique), elle rend public une partie du plan, elle rénove le mode de fonctionnement du plan. Le dispositif est de nouveau actualisé en décembre 2016.

### Historique des niveaux d’alerte
Le plan Vigipirate est déclenché pour la première fois de son histoire au stade simple le 2 janvier 1991 et activé au stade renforcé le 17 janvier 1991 à l’occasion de la guerre du Golfe. Il sera levé le 26 avril 1991 puis activé de nouveau au stade renforcé le 6 octobre 1995 (attentats du RER Saint-Michel le 25 juillet et du métro Maison blanche le 6 octobre), il est appliqué sans discontinuer, notamment en 1996 lors des attentats du RER Port Royal, en juin 1998 (coupe du monde de football), en avril 1999 (frappes aériennes au Kosovo), le 11 septembre 2001, en mars 2003 (intervention américaine en Irak), en mars 2004 (attentats de Madrid), en mai 2004 (commémoration du débarquement de Normandie), en juillet 2005 (attentats de Londres), date à partir de laquelle il est resté au niveau rouge jusqu’à l’abandon du code couleur le 20 février 2014.

## Principes généraux

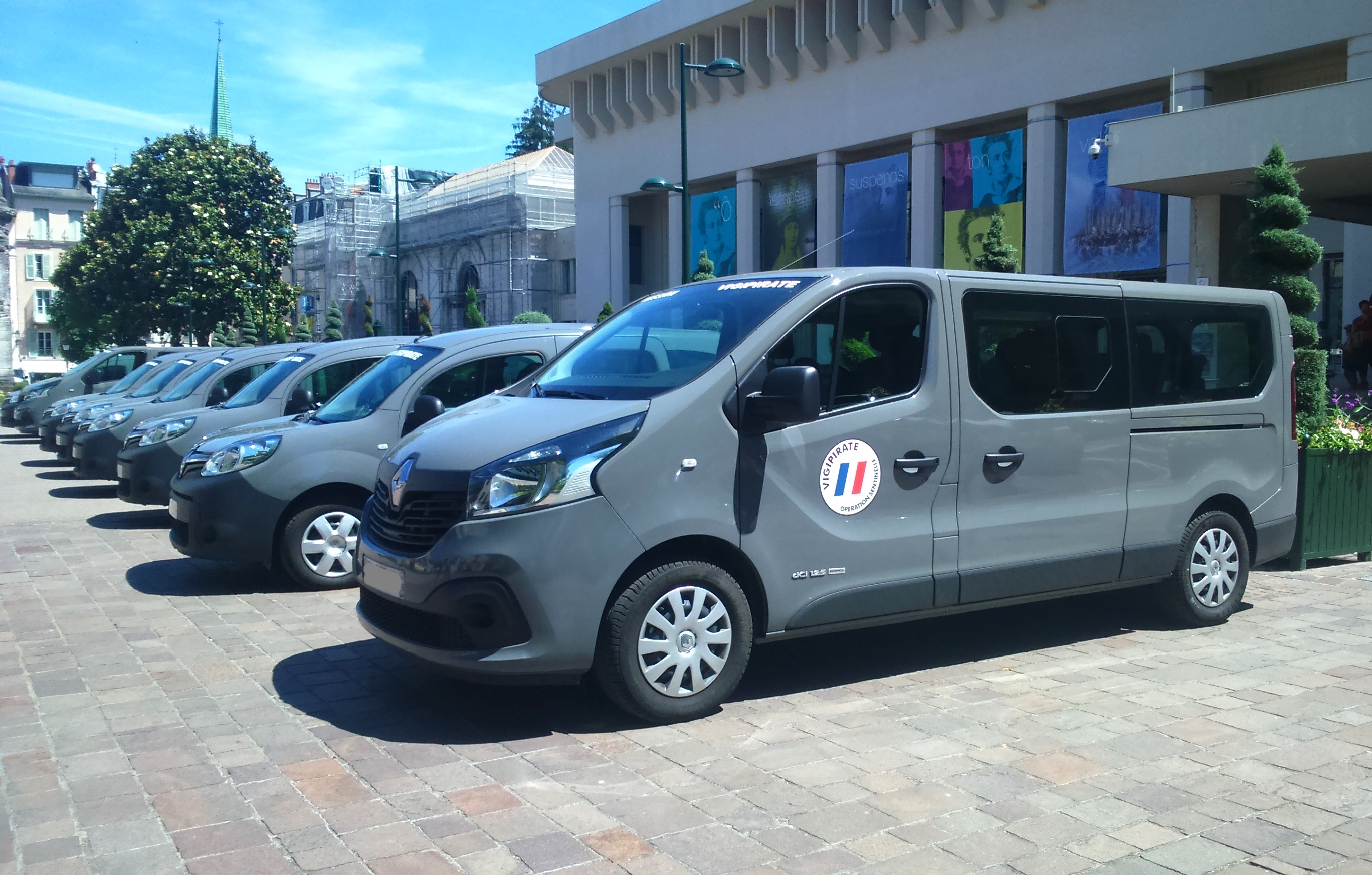
Véhicules acquis spécifiquement pour le plan Vigipirate en 2016 (35e Régiment d'infanterie).

Le plan Vigipirate a pour objectifs :
- de développer et maintenir une culture de vigilance de l’ensemble des acteurs de la nation, afin de prévenir et de déceler le plus en amont possible toute menace d’action terroriste ;
- de permettre une réaction rapide et coordonnée en cas de menace caractérisée ou d’action terroriste, afin de renforcer la protection, de faciliter l’intervention, d’assurer la continuité des activités d’importance vitale, et donc de limiter les effets du terrorisme ;

Les principes sur lesquels il repose sont les suivants :
- une méthode croisant l’évaluation de la menace terroriste et l’analyse des vulnérabilités ;
- une organisation par domaines d’action identifiant les leviers qui permettent de réduire les vulnérabilités en fonction de l’intensité de la menace ;
- une approche par objectifs de sécurité permettant de choisir au sein d’un répertoire les mesures les plus adaptées au niveau de menace, dans une logique de juste suffisance.

Il se compose de deux parties :
1. un document public visant à informer la population des mesures de protection et de vigilance qui la concernent, et à mobiliser l’ensemble des acteurs du plan ;
2. un document classifié, destiné aux pouvoirs publics et aux opérateurs d’importance vitale, comprenant toutes les précisions nécessaires à sa mise en œuvre.

Le plan Vigipirate repose entièrement sur le droit existant. Il ne nécessite aucun recours à l’un des états d’exception prévus par la Constitution. Toutes les mesures mises en œuvre font référence aux responsabilités, attributions et pouvoirs ordinaires des différents acteurs : autorité des ministres sur leurs administrations, pouvoirs de police des préfets et des maires, responsabilités des opérateurs en matière de sécurité, application de la réglementation en vigueur dans les différents secteurs d’activité…[source insuffisante]

## Niveaux d’alerte

### Niveaux d’alerte utilisés de 2003 à 2013
De 2003 à 2013, le plan Vigipirate a utilisé un code couleur à cinq niveaux différents.
| Niveau d’alerte | Couleur  | Signification                                           | Mesures prises |
| --------------- | -------- | ------------------------------------------------------- | --- |
| 0               | Blanc    | Absence d’indication de menace                          | « Posture permanente de sécurité située formellement hors du plan Vigipirate mais qui affirme la nécessité permanente de conduire un processus de planification et de mener des exercices interministériels pour préparer l’État à son plus haut niveau à la gestion d’une crise majeure ».                                                                                           |
| 1               | Jaune    | Menace imprécise Accentuer la vigilance                 | « Accentuer la vigilance, face à des risques réels mais encore imprécis, par des mesures locales avec le minimum de perturbations dans l’activité normale, et se mettre en état de passer aux postures des niveaux orange et rouge dans un délai de quelques jours ». |
| 2               | Orange   | Menace plausible Prévenir une action terroriste         | « Prévenir le risque d’une action terroriste considérée comme plausible, fût-ce au prix de contraintes et de perturbations modérées dans l’activité normale, et se mettre en état de passer rapidement aux postures des niveaux rouge et écarlate ». |
| 3               | Rouge    | Menace hautement probable Prévenir des attentats graves | « Prendre les mesures nécessaires pour prévenir le risque avéré d’un ou plusieurs attentats graves, comprenant certaines mesures de protection des institutions, et mettre en place les moyens de secours et de riposte appropriés, en acceptant les contraintes imposées à l’activité sociale et économique ».                                                                       |
| 4               | Écarlate | Menace certaine Prévenir des attentats majeurs          | « Prévenir le risque d’attentats majeurs, simultanés ou non, pouvant utiliser des modes opératoires différents et provoquer des effets dévastateurs, et mettre en place les moyens de secours et de riposte appropriés ; des mesures particulièrement contraignantes peuvent être mises en œuvre » « Protéger les institutions et assurer la continuité de l’action gouvernementale » |

### Échelle en vigueur du 20 février 2014 jusqu'au 30 novembre 2016
Depuis le 20 février 2014, le plan Vigipirate utilisait deux niveaux de vigilance. Ce code d’alerte s’appliquait uniquement sur le territoire national, et pas à l’étranger en raison de la diversité des situations entre les différents pays.
- La vigilance correspond à la posture permanente de sécurité. Elle se traduit par la mise en œuvre d’une centaine de mesures permanentes.
- L’alerte attentat s’applique soit si des projets d’action caractérisés sont connus des services de renseignement, soit si une ou plusieurs actions terroristes ont été commises sur le territoire national. Des mesures exceptionnelles et temporaires sont activées sur l’ensemble du territoire ou sur une zone géographique délimitée, et/ou sur certains secteurs d’activités.

| Niveau d’alerte | Symbole                                   | Signification                                                          | Mesures prises |
| --------------- | ----------------------------------------- | ---------------------------------------------------------------------- | --- |
| Vigilance       | Logo du plan Vigipirate                   | Vigilance permanente face à une menace durablement élevée mais diffuse | La vigilance correspond à la posture permanente de sécurité. Elle se traduit par la mise en œuvre de mesures permanentes d’intensité variable : - mesures d’inspection-filtrage ; - surveillance dans les transports ; - contrôle des accès aux bâtiments officiels ; - bonnes pratiques en matière de sécurité des systèmes d’information ; - respect des normes de sécurité dans le domaine sanitaire… Pour faire face à une augmentation ponctuelle de la menace terroriste ou de certaines vulnérabilités, la vigilance peut être renforcée par la mise en œuvre de mesures additionnelles plus contraignantes, mais temporaires et ciblées sur une zone géographique ou dans un secteur d’activité donnés. |
| Alerte attentat | Logo du plan Vigipirate - Alerte Attentat | Protection renforcée face à une menace caractérisée                    | L’alerte attentat s’applique soit si des projets d’action caractérisés sont connus des services de renseignement, soit si une ou plusieurs actions terroristes ont été commises sur le territoire national. Des mesures exceptionnelles et temporaires sont activées sur l’ensemble du territoire ou sur une zone géographique délimitée, et/ou sur certains secteurs d’activités : - mise en alerte des unités d’intervention et des services spécialisés ; - activation des cellules de crise ; - renfort des contrôles et de la surveillance dans ou aux abords des sites sensibles ; - restrictions ciblées de la circulation ou du stationnement…                                                          |

### Échelle en vigueur à partir de décembre 2016
Depuis le 1er décembre 2016, le nouveau plan Vigipirate prévoit la création d'un système à trois niveaux de menace au lieu de deux précédemment.
Le premier niveau est globalement semblable à l'ancienne échelle avec une « posture permanente de sécurité » et implique la mise en place d’un socle d'une centaine de mesures de sécurité comme la vérification de pièces d'identité. Correspondant à une menace terroriste élevée ou très élevée, le deuxième niveau est renommé « sécurité renforcée/risque d'attentat » et permet de prendre des mesures comme la mise en place de filtrage et de fouilles parmi 216 mesures additionnelles. Enfin, le niveau « urgence attentat » correspond à une situation de crise quand les services de l’État estiment qu'un attentat à une forte probabilité d'être commis dans un bref délai ou juste après sa survenue si une réplique est possible. Cette mise à jour du plan Vigipirate envisage de nombreuses et nouvelles hypothèses telle une attaque chimique ou bactériologique, voiture-bélier, piraterie en mer, attaque dans un aéroport, attaques par drones ou cyberattaques et permettent notamment la fermeture de certaines routes et l'arrêt de transports publics,,
| Niveau d’alerte                    | Symbole                              | Signification | Mesures prises |
| ---------------------------------- | ------------------------------------ | --- | --- |
| Vigilance                          |                                      | Vigilance permanente face à une menace durablement élevée mais diffuse                                                     | Ce niveau correspond à une posture permanente de sécurité, valable sur l’ensemble du territoire, au quotidien. Il implique la mise en place d'un socle de cent mesures (sur les plus de 300 que compte le « catalogue » de Vigipirate). |
| Sécurité renforcée Risque attentat | Sécurité renforcée - Risque attentat | Protection renforcée face à un niveau de menace élevé                                                                      | Ce niveau répond à une menace terroriste élevée, voire très élevée, concernant l’ensemble du territoire ou ciblant une zone géographique ou un secteur d’activité particulier. Ce niveau d’alerte n’a pas de limite de temps définie. Il prévoit le renforcement des mesures permanentes et l’activation de mesures additionnelles, comme des patrouilles supplémentaires, des filtrages ou des fouilles. |
| Urgence attentat                   | Urgence attentat                     | Protection renforcée face à une menace d’attaque terroriste documentée et imminente, ou à la suite immédiate d’un attentat | Un état maximal de vigilance et de protection est déclenché sur l’ensemble du territoire national ou sur une zone géographique délimitée pour prévenir le risque de sur-attentat. Des mesures additionnelles et contraignantes peuvent être prises, comme la fermeture de certaines routes et de transports publics, l'arrêt du ramassage scolaire, et la diffusion d’informations et/ou conseils comportementaux via l’application téléphonique SAIP puis FR-Alert, les différents sites Internet institutionnels, la télévision ou encore la radio. Ces mesures peuvent être désactivées dès la fin de la gestion de crise. |

## Fonctionnement du planVigipirate

### Domaines d’action et mesures
Le plan Vigipirate prévoit douze domaines d’action. Il s’agit des secteurs qui pourraient être visés par une menace terroriste, et dont la protection et la mobilisation sont indispensables pour la réponse à cette menace.
1. Alerte-intervention
2. Rassemblements
3. Installations et bâtiments
4. Installations dangereuses et matières dangereuses
5. Cybersécurité
6. Secteur aérien
7. Secteur maritime
8. Transports terrestres
9. Santé
10. Chaîne alimentaire
11. Réseaux (communications électroniques, eau, électricité, hydrocarbures, gaz)
12. Étranger (ressortissants français résidents ou voyageurs, emprises représentatives de l’État français, personnel de l’État français, entreprises françaises, transport maritime et aérien)

Chaque domaine d’action fait l’objet d’une stratégie de vigilance et de protection, qui se décline en objectifs de sécurité et en mesures.
Au total, le plan Vigipirate compte une centaine de mesures permanentes et environ deux cents mesures additionnelles. Certaines mesures sont obligatoires (celles qui s’appliquent aux services de l’État, celles qui font référence à des obligations légales des différents acteurs…) Les autres sont des recommandations.
Parmi toutes les mesures, certaines font appel aux armées. Les dispositifs de l'Armée de l'air et la Marine nationale qui assurent en permanence la protection de l’espace aérien et des approches maritimes sont intégrés dans le plan Vigipirate. Les armées jouent aussi un rôle de renforcement des autorités civiles. Déployées dans les lieux publics, elles remplissent des missions de surveillance pour assurer une présence dissuasive, en complément des dispositifs de la Police nationale et de la Gendarmerie nationale, et en contact permanent avec les autorités policières. De sept cents à mille cent militaires sont déployés pour le volet terrestre, dont près de la moitié en Île-de-France.

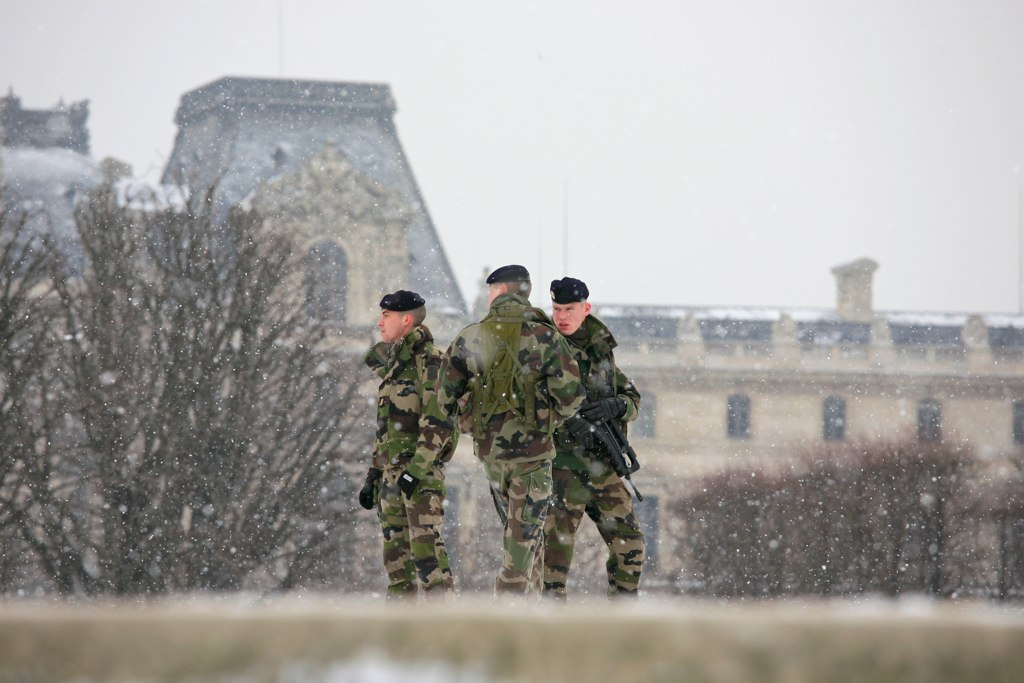
Déploiement militaire du plan Vigipirate sous la neige devant le musée du Louvre à Paris, décembre 2009.
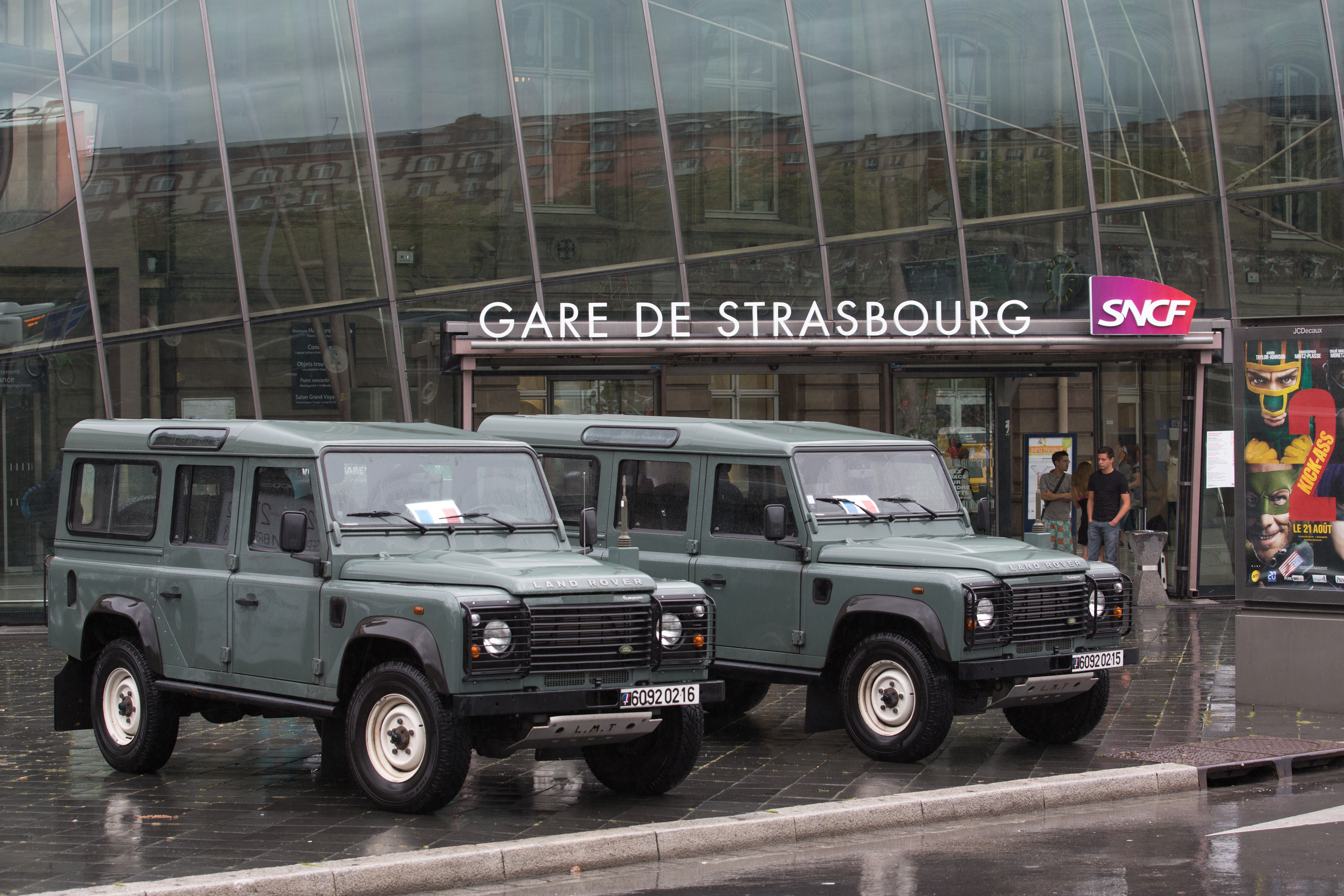
Véhicules militaires dans le cadre de Vigipirate devant la gare de Strasbourg, août 2013.
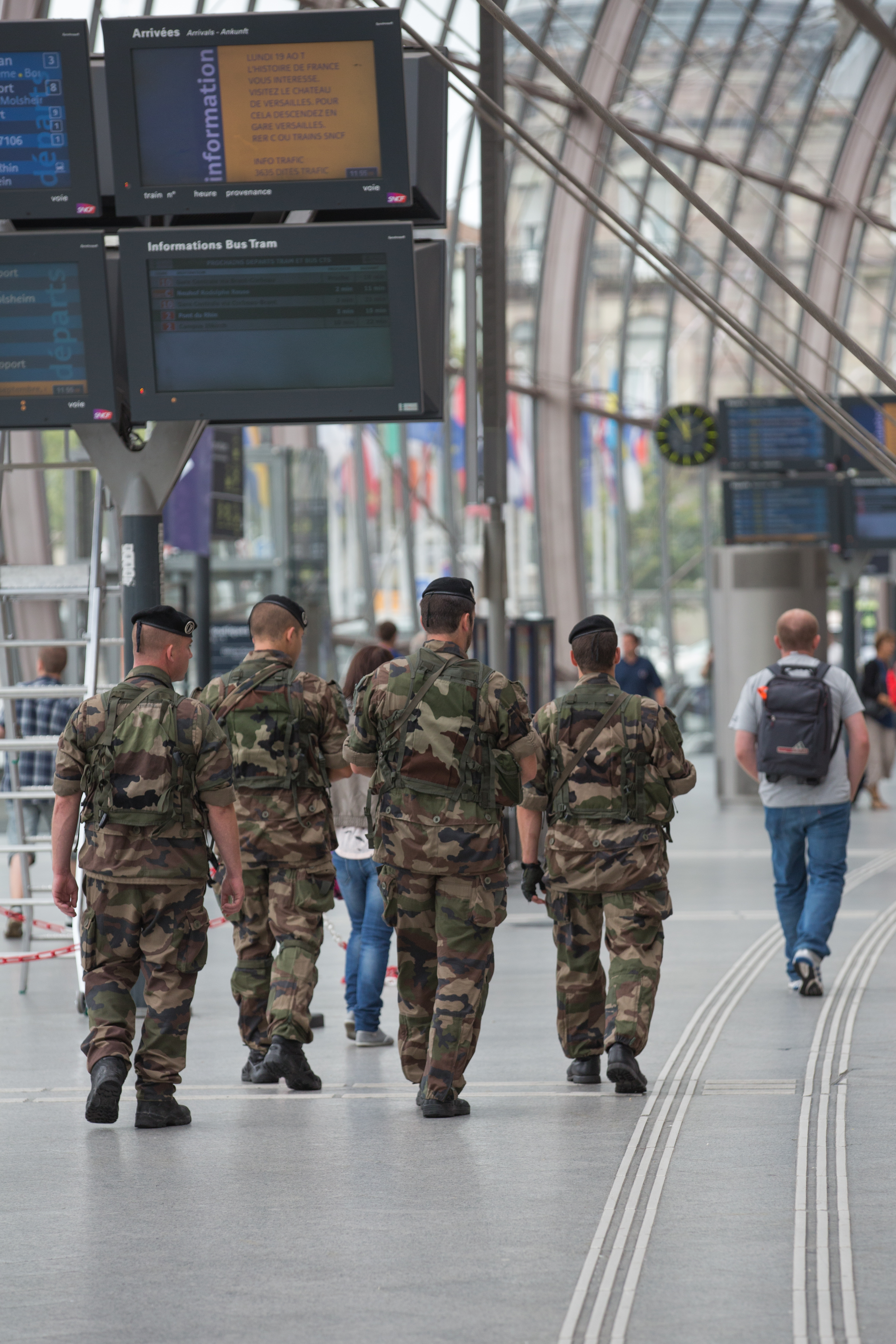
Patrouille militaire, issue du 16e Bataillon de chasseurs, dans le cadre de Vigipirate en gare de Strasbourg, août 2013.
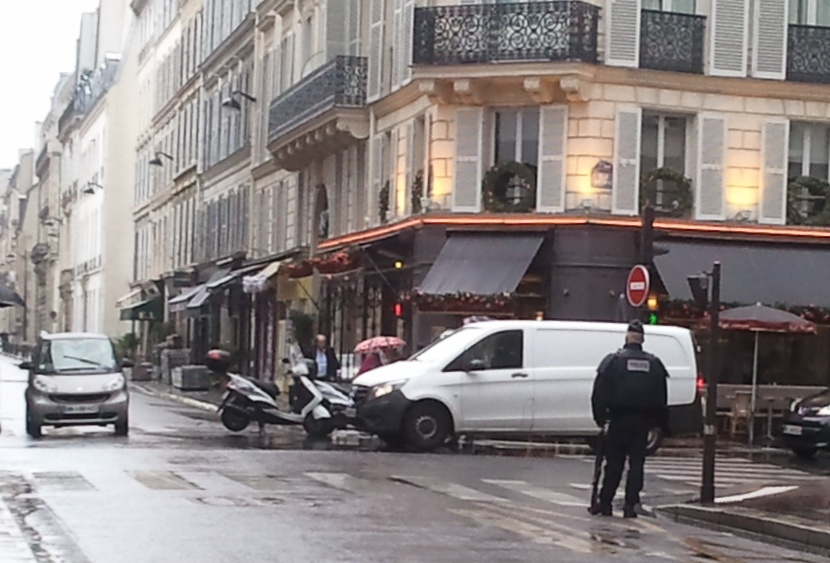
Alerte attentat : rue de Varenne à Paris, bloquée par des scooters de la préfecture de police de Paris filtrant les accès. Barrage supervisé par un CRS en gilet pare-balles, armé d'une AC-556, janvier 2015.
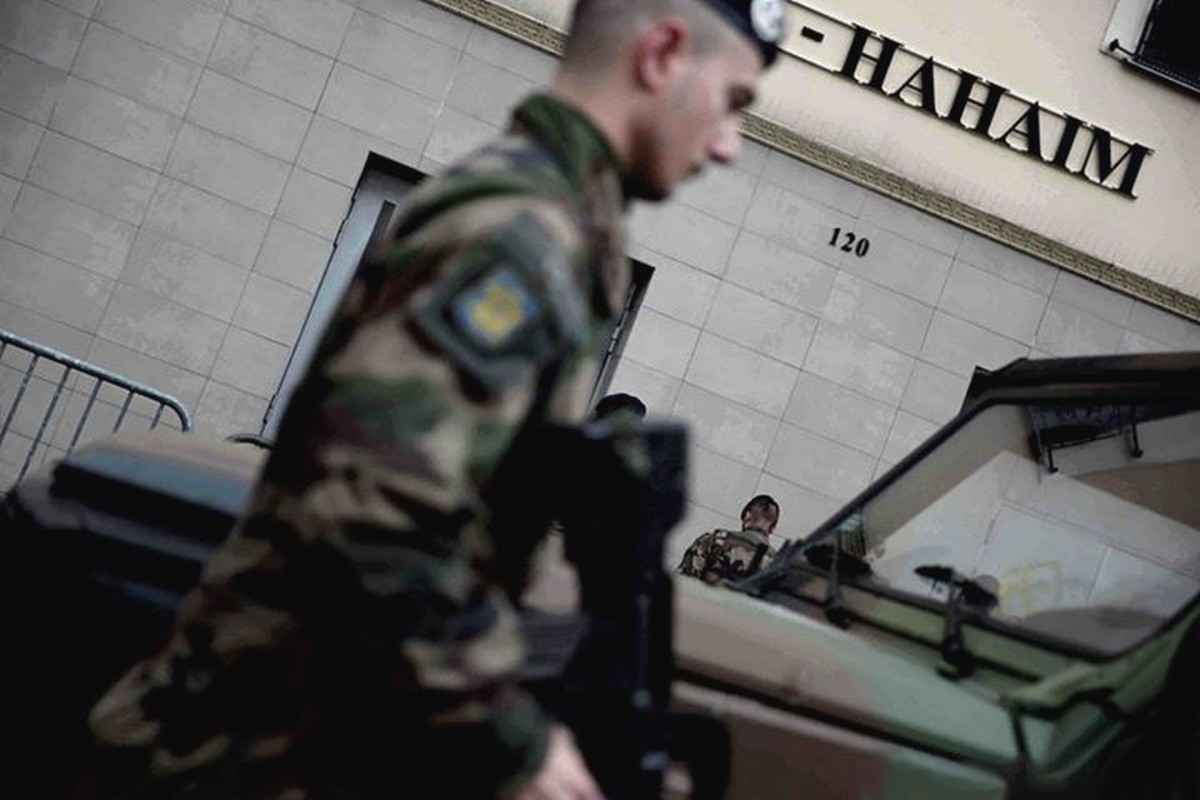
Après les attentats de 2015,  opération Sentinelle près de la synagogue Or Hahaim de Belleville, 20e arrondissement de Paris, décembre 2015.

### Pilotage du dispositif

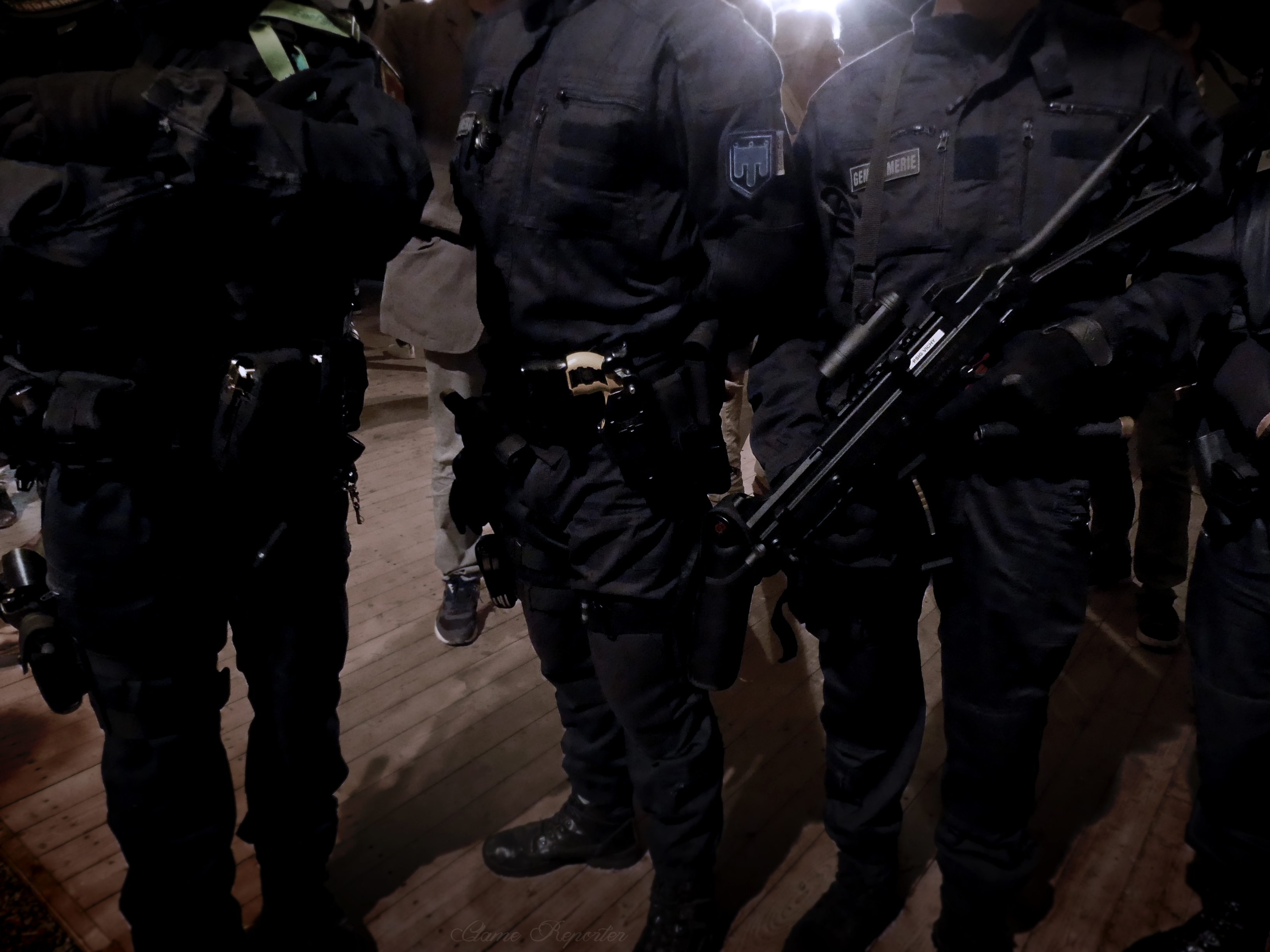
Patrouille pédestre d'une équipe de Gendarmerie nationale armée d'un HK UMP assurant la sécurité d'un festival. La lutte anti-terroriste fait également partie de leur mission. De nouvelles mesures sont adoptées en raison du niveau Vigipirate risque attentat

Le plan Vigipirate fonctionne selon une démarche d’analyse du risque terroriste qui combine des processus d’évaluation de la menace et d’identification des vulnérabilités. Ces analyses concernent les différents domaines d’activité sur territoire national, ainsi que les ressortissants et les intérêts français à l’étranger.
L’évaluation de la menace est réalisée par l’ensemble des services de renseignement de façon régulière ou en fonction du besoin. L’identification des vulnérabilités est réalisée par les ministères dans leurs domaines de responsabilité respectifs.
L’analyse du risque terroriste est pilotée par le secrétariat général de la défense et de la sécurité nationale. Elle permet de définir et d’actualiser la posture Vigipirate. La posture définit des stratégies et des objectifs de sécurité qui permettent de réduire les vulnérabilités en fonction de l’intensité de la menace. Elle précise les modalités d’application des mesures permanentes, et au besoin active les mesures additionnelles. Elle est réévaluée de façon régulière, ainsi qu’à chaque évolution notable de la menace ou des vulnérabilités.
La posture est ensuite validée par le Premier ministre. Elle fait l’objet d’instructions transmises par les ministères à leurs administrations et aux opérateurs du domaine d’activité dont ils ont la charge. Des instructions sont également transmises par le ministère de l’intérieur aux préfets, qui en informent les collectivités territoriales de leur département, s’assurent de la bonne information des opérateurs et veillent à la cohérence des mesures mises en œuvre par les différents acteurs. Les préfets de zones de défense et de sécurité prennent les mesures de coordination interdépartementale nécessaires.
À l’étranger, le ministère des affaires étrangères transmet ses instructions à l’ensemble des missions diplomatiques. Les ambassadeurs et représentants de la France mènent les actions d’information nécessaires auprès de la communauté française, des employeurs et des médias locaux, en relation avec les États hôtes et dans le respect du droit local.
Dans l’urgence, pour faire face à une menace soudaine ou à la suite d’un attentat, les ministres ou les préfets – les ambassadeurs et les représentants de l’État à l’étranger – peuvent décider et mettre en œuvre d’initiative les mesures de vigilance, de prévention ou de protection qu’ils jugent nécessaires.

## Coût
L'opération Sentinelle effectuée dans le cadre du plan Vigipirate coûte environ un million d'euros par jour a déclaré, le 8 février 2015, Jean-Yves Le Drian, ministre de la défense.

## Critiques du planVigipirate
Pour le député Pouria Amirshahi, le plan Vigipirate est « peu efficace » et « vise d’abord à rassurer le quidam ». Pour lui, une partie des moyens devraient être redéployés « vers des investigations, des enquêtes, des filatures… ».
Depuis janvier 2015, le niveau d'alerte est très élevé pendant une durée prolongée, ce qui provoque des contraintes en ressources et un épuisement des forces chargées de faire respecter ce plan, en plus d'un surcoût relativement important, et l'utilité d'un plan Vigipirate prolongé pendant plus de 10 ans en "rouge" perd de sa pertinence. Par conséquent, il est allégé pour pouvoir être prolongé.
Le renforcement du plan Vigipirate en 2020 a été critiqué par les médias étrangers, dans le cadre d'inquiétudes plus larges concernant la hausse des violences policières en France, la crainte d'une corruption croissante des dispositifs répressifs (amendes) visant à générer de l'argent dans le cadre des mesures sanitaires relatives à la pandémie de Covid-19 en France, ainsi que le déploiement de forces militaires dans le pays.
La demande du gouvernement d'impliquer activement la population en général dans les efforts de lutte contre le terrorisme en recherchant des signes avant-coureurs et des moyens de signaler les comportements suspects a été dénoncée comme pouvant faire régner un climat de paranoïa et de délation dans une société extrêmement polarisée.

## Autour du planVigipirate
Le plan Vigipirate a bénéficié de la dotation de véhicules spécifiques classifiés en "matériel secteur" au profit des forces armées participant au dispositif. Une série de Land Rover, en version civile, disposant d'un marquage spécifique, a été achetée, essentiellement afin de préserver les véhicules militaires des unités contributrices pour les opérations extérieures.
Le plan Vigipirate, dont l'activation est continue depuis le 8 septembre 1995, a été le facteur essentiel de la création de l'agrafe "Missions d'opération intérieure" portée sur la médaille de la Défense nationale, créée 17 ans après, par le BOC/PP-3 février 2012 no 6.
Devenu une activité vécue par la quasi-totalité des militaires, le nom de Vigipirate est devenu une sorte de référentiel et a donné lieu à des interprétations usuelles qui le détournent de son sens initial. Ainsi, trois activités très éloignées, ont bénéficié de ce terme par néologisme, et de manière non officielle :

### OpérationVigie-euroouVigieuro
(véritable nom : "plan Statère") : nom donné au plan militaire de protection des euros lors de la mise en place de la monnaie unique européenne en 2000-2001. Les stocks de monnaie étaient gardés par des unités de l'Armée de terre et de l'Armée de l'air ;

### OpérationVigipirate SoldeouVigipisolde
(véritable nom "renfort temporaire du Centre d'expertise des ressources humaines pour la solde dans le cadre de la fiabilisation Louvois") : nom donné au renfort de personnel provenant de l'ensemble des unités de l'Armée de terre destiné à effectuer une mission de deux mois au CERHS de Nancy afin de participer au contrôle de l'ensemble des dossiers de solde des militaires, à la suite d'un dysfonctionnement récurrent du logiciel calculateur.

### PlanVigie-crue
(véritable nom "Plan Neptune" : nom donné au plan interministériel d'action en cas de crue centennale de la Seine sur le site de Paris. Ce dispositif exceptionnel permet ainsi de déployer jusqu'à 10 000 militaires (venant de toutes armées) sur le territoire national. A la fois sous le commandement du Chef d’Etat-Major des Armées (CEMA) et de l’Officier Général de la Zone de Défense et de Sécurité de Paris (OGZDSP), ils peuvent effectuer "des missions de sécurité civile ou de sécurité intérieure, au sol et dans les airs, en complément des forces de sécurité primo intervenantes du ministère de l’Intérieur (MININT) et selon les missions définies par la préfecture de zone". Le volet militaire constitue en l'évacuation des archives des ministères vers des lieux sécurisés hors zone inondable et la fourniture de moyens de transport au profit des populations. La majeure partie de ce plan est dévolue à la Préfecture de police et notamment le volet secours des populations sinistrées. Le volet dépendant du ministère des armées est spécifiquement dénommé "Plan Seine".
Enfin, dans l'habitude des militaires, le plan Vigipirate est souvent dénommé « opération Vigipirate ». Il n'existe pas d'insigne commémoratif ou d'insigne d'unité, hormis pour l'escadron "Griffon Vigipirate" de l'Armée de l'air.
Il existe un Plan Cuirasse, destiné à la protection des ministères et des installations prioritaires de l'État. Il est complémentaire du plan Vigipirate, mais distinct.